# Lobocleta translineata
Lobocleta translineata là một loài bướm đêm trong họ Geometridae.